# Antonio Muñoz Molina
Antonio Muñoz Molina (ur. 10 stycznia 1956 w Úbeda) – hiszpański pisarz, członek Królewskiej Akademii Hiszpańskiej.
Studiował dziennikarstwo na Uniwersytecie Madryckim oraz ukończył historię sztuki w Grenadzie. Debiutował zbiorem felietonów napisanych w latach 1982–1983 zatytułowanym El Robinsón urbano. Pierwszą powieść – Beatus ille – opublikował w 1986. Jej akcję umieścił w Máginie, fikcyjnym miasteczku posiadającym jednak cechy jego rodzinnej Úbedy. Mágina będzie tłem wielu jego utworów, m.in. autobiograficznego Jeźdźca polskiego.
Twórczość Muñoza Moliny pozostaje pod wpływem Marcela Prousta, Juana Carlosa Onettiego oraz Juana Marsé. W wielu ze swoich dzieł wykorzystuje wątki kryminalno-sensacyjne rodem z filmu noir (Zima w Lizbonie, Beltenebros), jego bohaterami są z reguły samotni mężczyźni.
Członkiem Królewskiej Akademii Hiszpańskiej został w 1996. Był dyrektorem Instytutu Cervantesa w Nowym Jorku w latach 2004–2005. Jego teksty regularnie pojawiają się w El País i Die Welt. Obecnie mieszka w Lizbonie. Jego żoną jest hiszpańska pisarka i dziennikarka Elvira Lindo.
W czerwcu 2018 odwiedził Warszawę, gdzie był jednym z gości Big Book Festival.

## Twórczość
- 1984 El Robinsón urbano
- 1985 Diario de Nautilus
- 1986 Beatus ille
- 1987 Zima w Lizbonie (El invierno en Lisboa)
- 1988 Las otras vidas
- 1989 Beltenebros (Beltenebros)
- 1991 Jeździec polski (El jinete polaco)
- 1992 Los misterios de Madrid
- 1993 Nada del otro mundo
- 1994 El dueño del secreto
- 1995 Las apariencias
- 1995 Ardor guerrero
- 1996 La huerta del Edén
- 1996 Pura alegría
- 1997 Plenilunio
- 1999 Carlota Fainberg (Carlota Fainberg)
- 2001 Nieobecność Blanki (En ausencia de Blanca)
- 2001 Sefarad
- 2002 La vida por delante
- 2003 El Salvador
- 2004 Las ventanas de Manhattan
- 2005 La poseída
- 2006 Wiatr księżyca (El viento de la luna)
- 2007 Días de diario
- 2009 We mgle czasów (La noche de los tiempos)
- 2014 Jak przemijający cień (Como la sombra que se va)
- 2018 Un andar solitario entre la gente